# Yannick Lebherz
Yannick Lebherz (Darmstadt, Alemania, 13 de enero de 1989) es un nadador olímpico alemán retirado especialista en estilo libre y espalda. Fue olímpico tras participar en los Juegos Olímpicos de Londres 2012.
Ha sido medallista tanto en Campeonatos europeos como en Campeonatos mundiales, proclamándose campeón de Europa en el año 2010 en la prueba de 200 metros espalda y en 2014 en 4x200 metros libres.
Es hijo del también nadador Thomas Lebherz que fue campeón de Europa en el año 1985 en la prueba de 4x100 metros estilos.

## Retirada
Al final de la temporada 2017-2018 decidió dejar la selección de Alemania y la competición.

## Palmarés internacional
| Campeonato Europeo de Natación en Piscina Corta | Campeonato Europeo de Natación en Piscina Corta | Campeonato Europeo de Natación en Piscina Corta | Campeonato Europeo de Natación en Piscina Corta |
| Año                                             | Lugar                                           | Medalla                                         | Prueba                                          |
| ----------------------------------------------- | ----------------------------------------------- | ----------------------------------------------- | ----------------------------------------------- |
| 2010                                            | Eindhoven ( Países Bajos)                       | Medalla de oro                                  | 200 m espalda                                   |
| 2010                                            | Eindhoven ( Países Bajos)                       | Medalla de plata                                | 400 m estilos                                   |
| Campeonato Europeo de Natación                  |                                                 |                                                 |                                                 |
| 2014                                            | Berlin ( Alemania)                              | Medalla de oro                                  | 4x200 m libre                                   |
| Campeonato Mundial de Natación en Piscina Corta |                                                 |                                                 |                                                 |
| 2012                                            | Estambul ( Turquía)                             | Medalla de bronce                               | 4x200 m libre                                   |